# جوناثان بول
جوناثان بول (بالألمانية: Jonathan Paul)‏ هو مترجم الكتاب المقدس ‏ ومترجم ألماني، ولد في 29 مايو 1853 في غارتس في ألمانيا، وتوفي في 25 أبريل 1931 في لاوتر في ألمانيا.